# ソマリアの海事史
この記事では主にソマリア地域での、あるいはソマリ族による、海事の歴史を解説する。
昔から、アフリカの角に住むソマリ族は、交易で重要な役割を果たしていた。ソマリ族の船乗りと商人は、アフリカ各地で採れる乳香、没薬、香辛料などを、古代エジプト、フェニキア、ミケーネ、バビロンなどに輸出していた。古代ソマリアにはオポーネ、モシロン、マラオなどの都市国家があり、サバア、パルティア、アクスムなどと競っていた。中世にはスルターン国が誕生し、アラビア半島、 インド、ヴェネツィア、イラン、エジプト、ポルトガル、時には中国と交易した。この伝統は近世まで続いた。

## 古代

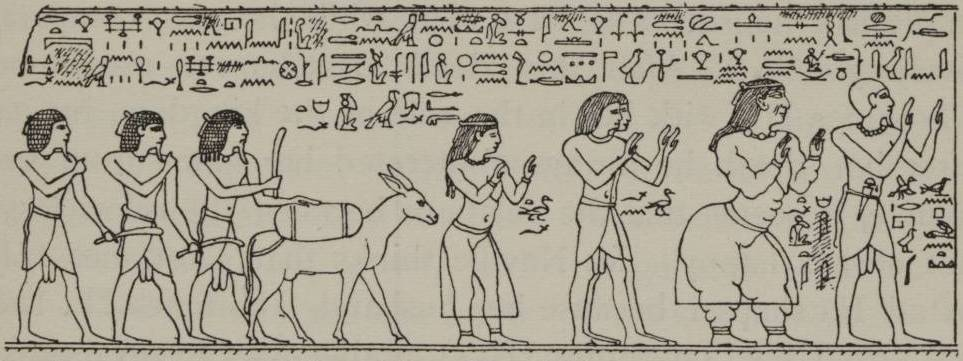
プント国の王族

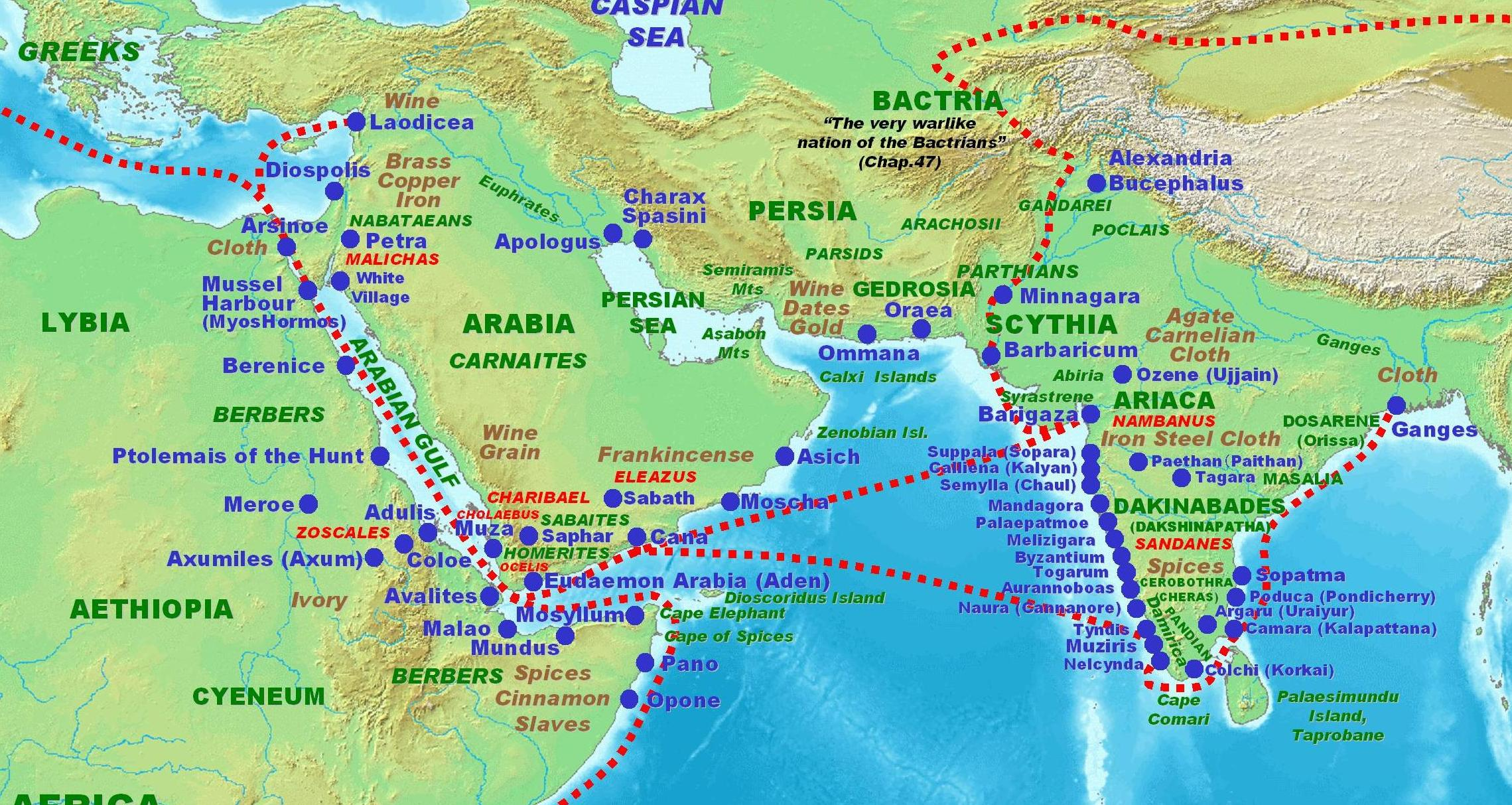
紀元1世紀の著作とみられる『エリュトゥラー海案内記』に記載された主要港。ソマリアの多数の都市が港として使われている。

紀元前26世紀から、古代エジプトの交易相手にプント国があり、このプント国が現在のソマリアの領域にあったとする説がある。プント国は古代エジプトに対し、没薬、乳香、天然ガムなどを出荷していた。
ソマリアと遠方との交易は長期間続き、今日のソマリア内にあるモシロン、マラオ、ヘイスなどが拠点となって、その相手先はフェニキア、プトレマイオス朝、ギリシャ、パルティア、サバア、ナバテア王国、ローマ帝国などだった。古代ソマリ族は、ベーデンと呼ばれる一種の縫合船を使用した。
インドの商人は、スリランカや極東からシナモンなどの香辛料を、紅海経由の海路でローマやギリシアに運ぶため、アラビア半島沿いの港を使った。しかし、ペトラを中心に栄えたナバテア王国や、アデンを海軍基地としたローマ帝国は、インドの商船に対して高い港湾使用料などを掛けるようになった。そのためインドの商船は、これらの商品を、ソマリアの港を使うルートでもローマやギリシアに売るようになった。アラブ商人とソマリア商人は、ローマなどの大国からの干渉を避けるため、この取引ルートの存在を秘密にした。そのため、ローマ人やギリシア人は、これらの商品がソマリア産であると信じていた。
ソマリアの航海士は近隣のモンスーンにも気づいており、インド洋や紅海の港町との航海に利用していた。また、インド洋上での分かりやすい航海術も開発していた。群島を見ても、どの島が自分らにとって重要かも知っていた。

### 古代ソマリアの港町
- ボティアラ（英語版） – 古代、香木、天然ゴム、香などをインドやペルシアなどに輸出していた。
- バルハー（英語版） – 今日のソマリア北西部、アウダル州にあった古代都市。没薬交易の中心地。
- グアルダフィ岬 – 「スパイスの岬」として知られるソマリ半島北東端の岬。シナモンなどインド産の香辛料の交易場所として重要だった。
- ダモ（英語版） – 北ソマリアの古代の港町。ローマ帝国の陶芸品、石造建築物、ケアンなどが見つかっており、『エリュトゥラー海案内記』に記載された都市のひとつとみられている[9]。
- エッシーナ（英語版） – 2世紀のプトレマイオスの地図に記載されている交易都市。今日のブラバとマルカの中間あたりにあったとみられる。
- ガンダル（英語版） – ソマリア南部の古代都市。キスマヨの辺りにあったと見られる[10]。
- マラオ（英語版） – エジプトのアルシノエ（英語版）とインドを結ぶ交易都市。銅や金と、乳香や没薬を交換していた。
- モシロン（英語版） – アフリカの角の最重要都市。インド洋の広い範囲と交易をしていた。
- ヘイス（英語版） – 古代の港湾都市。古代ギリシアの都市と、芳香性の天然ゴムやシナモンを交易していた。
- オポネ（英語版） – 古代、 フェニキア、エジプト、ギリシャ、イラン、ローマ帝国などと交易し、間接的にインドネシアやマレーシアとも取引が行われていた。交易品は香辛料や絹など。
- サラピオン（英語版） – 古代ソマリアの港。今日のモガディシュ付近とみられる。
- セセア（英語版） – ソマリア北部にあったとみられる都市国家。
- タバエ（英語版） – 古代の航海士がインド洋で嵐を避けるために使った港。

## 中世

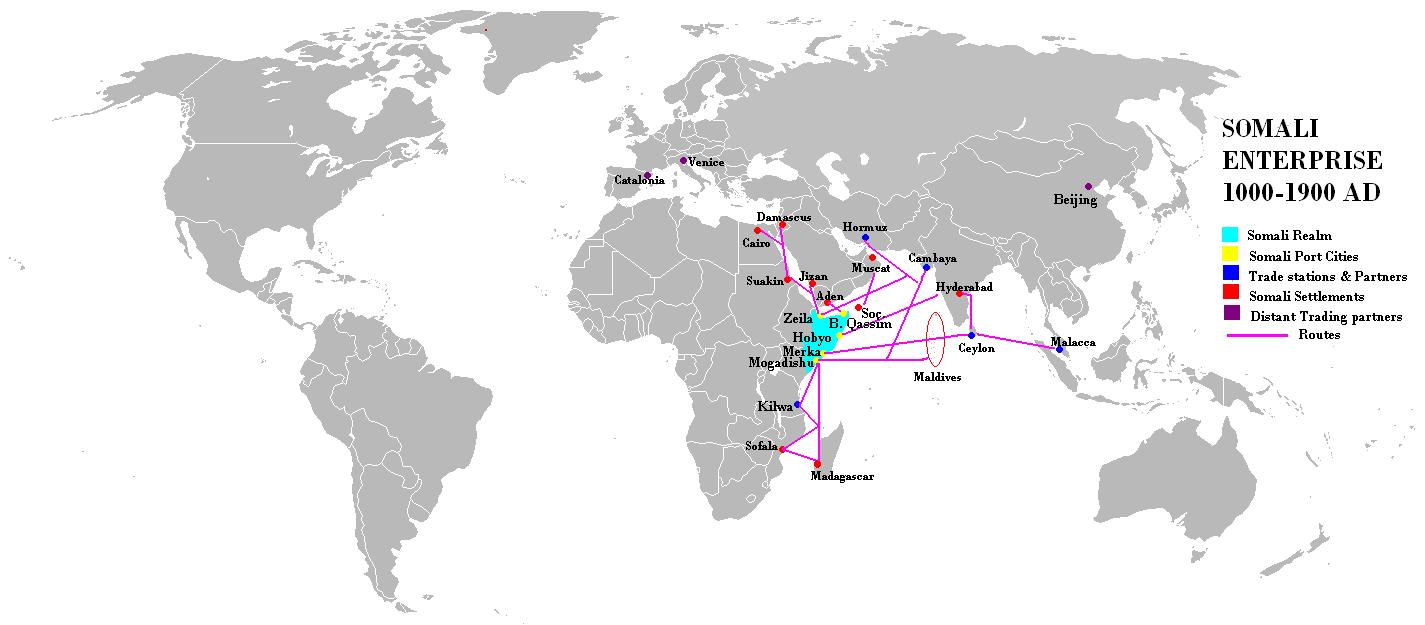
11世紀から19世紀までのソマリアの交易範囲。紅海はもちろん、ペルシア湾、インド洋、マラッカ海峡にわたっていた。

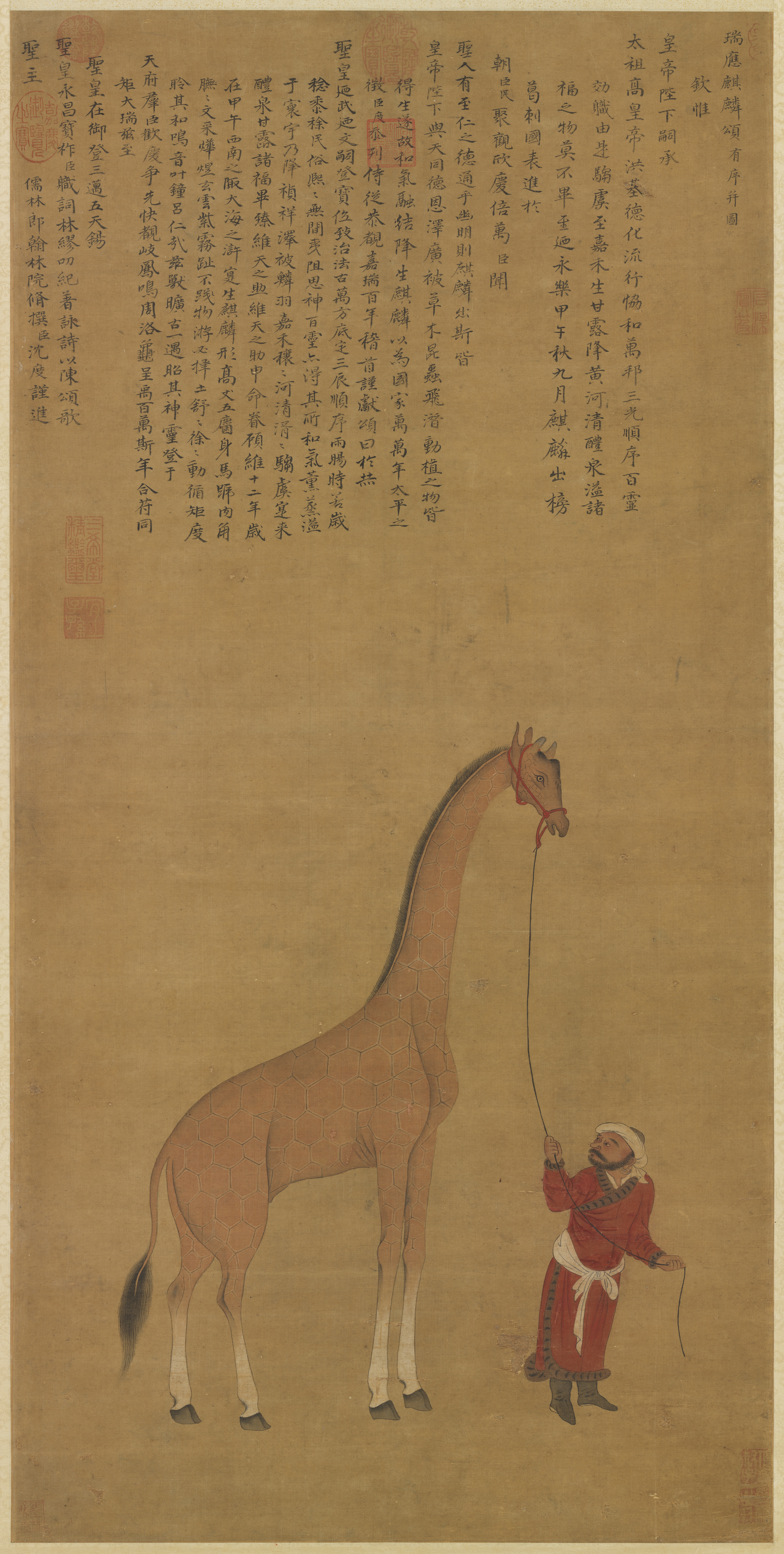
ソマリ商人の交易の影響によって、明代の中国にはキリンのような外来生物がもたらされた。画像は『瑞応麒麟図』

ソマリアには古くからイスラム教が伝わっていたが、イスラム帝国の直轄領にはならず、地元有力者によるスルターン国の形で統治が行われた。それぞれのスルターン国は、交易を主な収入源とした。
ソマリアでアジュラーン・スルタン国が栄えていた13世紀から17世紀、マルカ、モガディシュ、ブラバ、ホビョなどの港では、貿易船にさまざまな特典を設けることによって、アラビア半島はもちろんのこと、インド、ヴェネツィア、イラン、エジプト、ポルトガル、時には中国とも交易していた。
ユダヤ人の商人が、インド産の織物と果物をソマリア海岸にもたらし、ソマリアからは穀物や木材が輸出された。15世紀にはマラッカとの交易も行われ、布、龍涎香、磁器などの取引が行われた。また、中国の明にはキリンやシマウマなどが輸出された。ソマリ商人は、これらの交易を積極的に発展させた。インド北西部のスーラトのヒンドゥー商人や、ケニアのペイト島の商人は、大国ポルトガルやオマーンの干渉を受けない交易路として、現在ソマリアに属するマルカやブラバの港を利用した。ソマリ商人はその他にも、カイロ、ダマスカス、モカ、モンバサ、アデン、マダガスカル、ハイデラバード、その他インド洋や紅海の島々と交易し、現地にソマリ人の街を作った。これらの交易を通じて、イスラーム学者のウスマン・ビン・アリ・ザイライ、政治家のアブド・アル・アジズ、探検家のサイード（モガディシュのサイード）などのソマリ人が海外で活躍した。
その後の数十年間、ソマリアとポルトガルの緊張が続いた。ソマリア商人とオスマンの海賊は、ポルトガルの交易を妨害した。そのためポルトガルは海賊退治のためにモガディシュに海軍を派遣したが、これは不成功に終わった。
1580年代には、インド洋におけるソマリアとポルトガルの対立は頂点に達した。当時ソマリアを支配していたアジュラーン・スルタン国の商人は、ポルトガルの支配に必ずしも与しないアラブやスワヒリの住民を支援するため、オスマン帝国海軍や海賊に援助を求める使者を送った。オスマン帝国は1585年、それに応じて艦隊を派遣し、スワヒリ海岸部のポルトガルの拠点に攻撃を行った。これにより、一時はケニアのペイト島、 モンバサ、キルワなど、いくつかの都市でポルトガル勢力を追い出すことに成功した。しかし、現地のポルトガル人の知事はインドのポルトガル艦隊の派遣を要請し、1589年にはオスマン勢力を追い出すことができた。もっとも、そのポルトガル艦隊の攻撃も、モガディシュまでには及ばなかった。
16世紀、ポルトガルの作家で在インド外交官のドゥアルテ・バルボサは、インドのカンバートから、香辛料を輸出し、金、蝋、象牙を輸入するために多くの船が出入りしていたことを記録している。また、モガディシュ、マルカ、ブラバは、モンバサやマリンディなどのスワヒリ商人と交易をしており、キルワとの金の交易中継地としての役割も持っていた。モガディシュは織物の製造場所として知られ、エジプトやシリアなどに輸出された。
1660年代にはオマーンと連合してモンバサに侵攻し、モンバサのポルトガル軍を降伏させた。

### 中世に発展したソマリアの港町

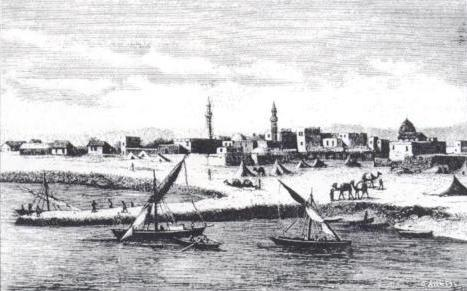
中世ソマリアの都市ゼイラの港

- バラワ – ソマリアの古い港町。中世にアジュラーン・スルタン国の支配下にあった。
- ベルベラ – アデン湾の最重要港の一つ。遠く中国（唐）とも交易した。
- ゴンデルシェ（英語版） – 小型船による交易に使われた港。インド、アラビア半島、イラン、極東などと取引が行われた。
- ホビョ – アジュラーン・スルタン国の主要港の一つ。メッカへの聖地巡礼にも使われた。
- マルカ – モガディシュは中世からソマリアの商業都市だったが、港湾施設がほとんどなかった。モガディシュの商人は、数十キロメートル南にあるマルカの港を交易に使った。
- モガディシュ – ソマリアのみならず東アフリカでも重要な金の交易都市。20世紀のソマリア内戦が始まるまで、その機能を発揮した。
- ゼイラ – アダル・スルタン国が使った港町。カタルーニャやオスマン帝国と交易した。

## 近世以降

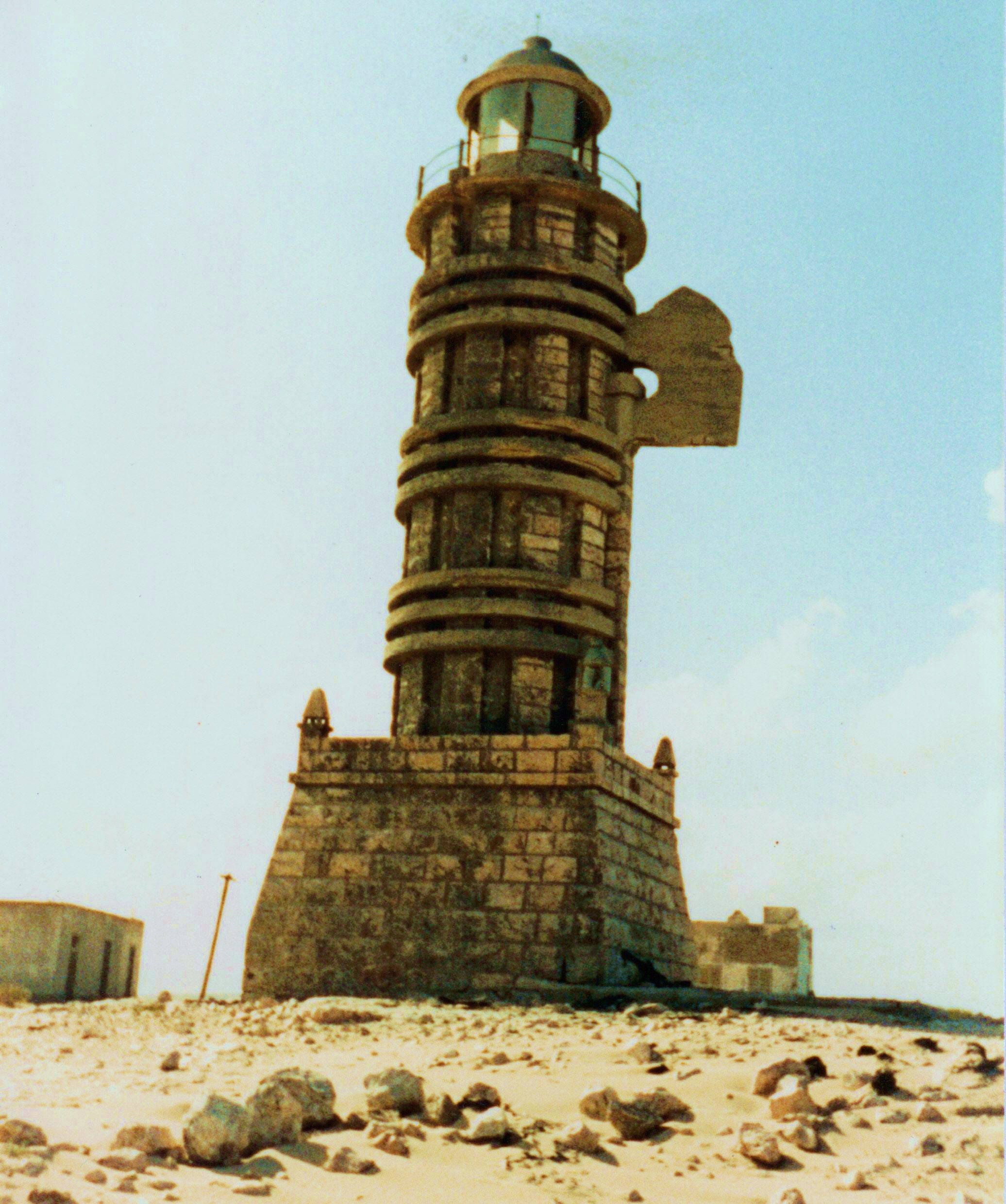
ソマリ半島の北東端にあるグアルダフィ岬の灯台。1924年、当時宗主国だったイタリアが建設した。

近世になると、ソマリアにあった強大なスルターン国は衰退した。しかしその後もソマリ人による交易は盛んに続けられた。中でも、19世紀に栄えたゴブローン・サルタン国は、イエメンやオマーンなどのアラビア半島の大国に穀物を輸出し、「穀物海岸」と呼ばれたほどだった。ソマリ商人はエリトリアの海岸にも交易施設を持っていた。
1896年、ソマリ族のサイイド・ムハンマド・アブドゥラー・ハッサンは、ソマリ半島でデルヴィッシュ国の独立を宣言し、この地方の宗主国だったイギリスやイタリアと対立した。デルヴィッシュ国の統治期間は20年余りと非常に短かったが、紅海やインド洋の交易に影響を与えた。

### 近代以降のソマリアの港町
- キスマヨ – ゴブローン・スルタン国（英語版）が使った港町。1872年にザンジバル・スルタン国が整備した。
- ラス・コレー – 13世紀にできたワルサンガリ・スルタン国（英語版）の首都として作られた港町。18世紀に最も栄えた。今日でも海産物の輸出に使われている。
- カンダラ（英語版） – 18世紀から19世紀にかけて、メッカ巡礼の中継地として栄えた港町。
- ボサソ – 19世紀初頭にソマリ族が作った交易会社カプタラー（英語版）が利用した港町。ソマリア内戦後に急成長した。
- エイル – 20世紀初頭にイギリスからの独立宣言をした国、デルヴィッシュ国（英語版）の武器交易に使われた。

## ソマリア独立後
ソマリアは1960年にイギリスおよびイタリアから独立するが、ソマリア海軍は独立前から活動を開始しており、エチオピア海軍と対立した。一方で、アメリカ海軍、イギリス海軍、カナダ海軍などと共に捜索救難にも従事している。
内戦前のソマリアは、12隻の石油タンカー（平均サイズ1300トン）、15隻のばら積み貨物船（平均サイズ15000トン）、その他にも5000トン以上の船を207隻運行していた。